# Adam Kaska

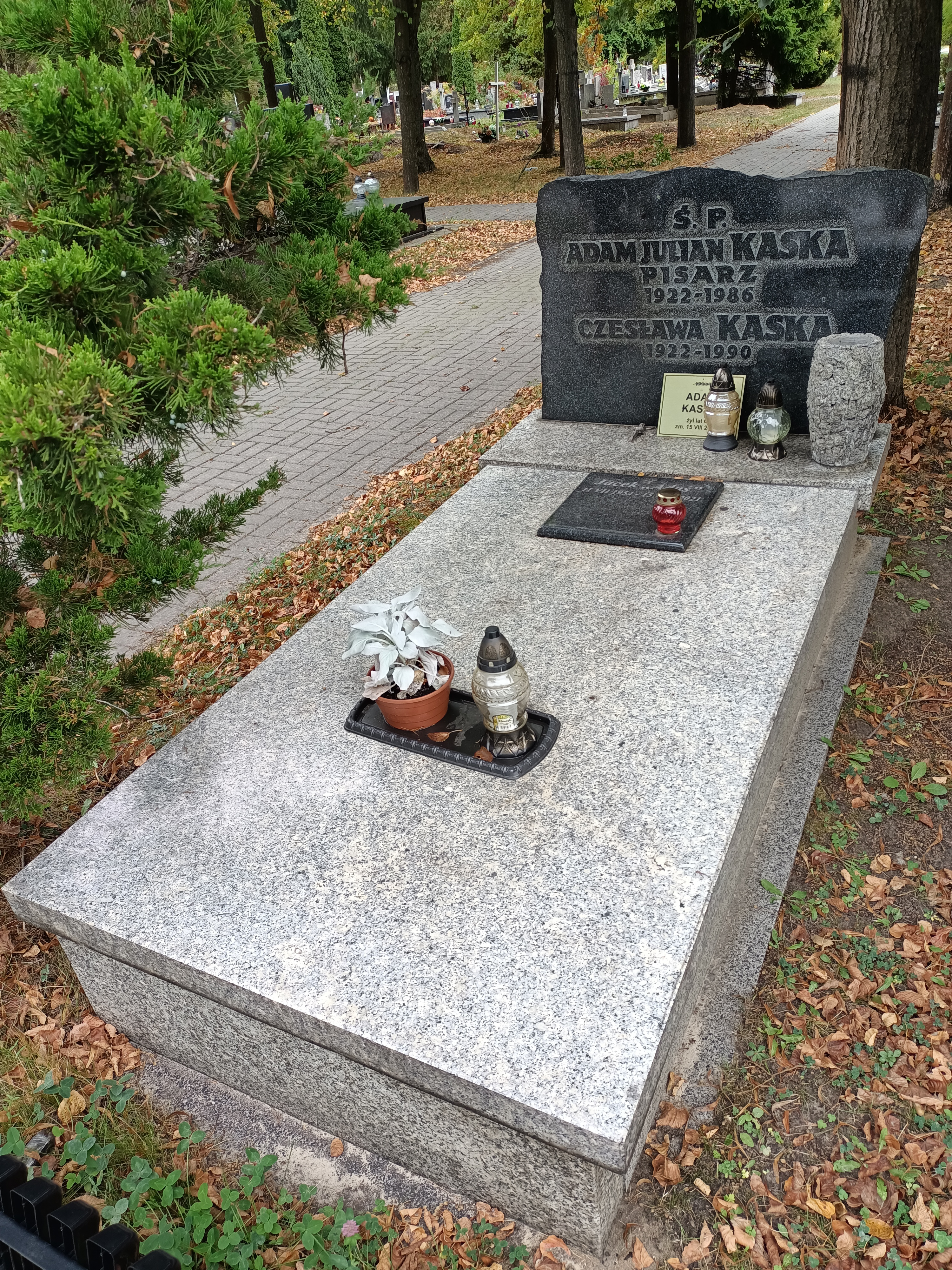
Grób Adama Kaski na Cmentarzu Komunalnym Północnym w Warszawie

Adam Kaska (ur. 2 maja 1922 w Postoliskach, zm. 6 września 1986 w Warszawie) – polski pisarz, dziennikarz i tłumacz.

## Życiorys
Absolwent stołecznego Gimnazjum im. Adama Mickiewicza, w którym w 1941 na tajnych kompletach uzyskał maturę. Studiował na Wydziale Dyplomatyczno-Konsularnym Akademii Nauk Politycznych w Warszawie. W okresie II wojny światowej służył w Armii Krajowej, a od 1944 w Ludowym Wojsku Polskim.
W latach 1947−1948 pracował w „Robotniku”, w 1948−1952 w „Trybunie Ludu”. Od 1955 był redaktorem w „Czytelniku”, a następnie w Wydawnictwie Ministerstwa Obrony Narodowej.
Był autorem kilku powieści i reportaży historycznych, ale przede wszystkim tłumaczem literatury anglojęzycznej i niemieckojęzycznej, w tym klasycznych powieści Wielki Gatsby, Działa Nawarony, Kroniki marsjańskie i 451 stopni Fahrenheita.
Zmarł 6 września 1986 w Warszawie i został pochowany na Cmentarzu Komunalnym Północnym (kwatera E-XV-1, rząd 3, grób 1)

## Twórczość

### Autor
- 07 słucha (1962)
- Desant (1964)
- Tygrysy polują nocą (1966) w serii Biblioteka Żółtego Tygrysa
- Salwy nad Odrą (1967) w serii Biblioteka Żółtego Tygrysa
- Przygoda w mundurze: pamiętniki żołnierzy (1971) wybór i opracowanie razem z Tadeuszem Perencem
- Nadwiślańskie reduty: Czerniaków, Powiśle, Żoliborz (1971)
- Warszawa, styczeń 1945 (1971)
- Goście o północy. Opowieści zasłyszane (1973)
- Pod Jastrowiem i Nadarzycami (1974)
- Ślad na piaskach czasu (1987) powieść wydana pośmiertnie

### Tłumacz
- Raymond Chandler Tajemnica jeziora (1957)
- John Steinbeck Ulica Nadbrzeżna (1957)
- Thornton Wilder Most San Luis Rey (1957)
- Erich Maria Remarque Czarny obelisk (1958)
- Sinclair Lewis Elmer Gantry (1959)
- Ray Bradbury 451 stopni Fahrenheita (1960)
- Thornton Wilder Kabała (1960)
- Robert Graves Belizariusz (1960)
- Theodore Dreiser Miraż złota (1962)
- F. Scott Fitzgerald Wielki Gatsby (1962)
- F. Scott Fitzgerald Odwiedziny w Babilonie. Opowiadania (1963)
- Alistair MacLean Działa Nawarony (1967)
- Isaac Asimov Koniec wieczności (1969)
- Ray Bradbury Kroniki marsjańskie (1971)
- Hammond Innes Szaleństwa Atlantyku (1971)
- F. Scott Fitzgerald Diament wielki jak góra. Opowiadania (1973)
- Robert Penn Warren W imieniu Murzynów (1974)
- Lothar-Günther Buchheim Okręt (1978)
- Alfred Andersch Spisek w Winterspelcie (1979)
- Herbert George Wells Atak z głębiny (1985)